# Maják Plzně

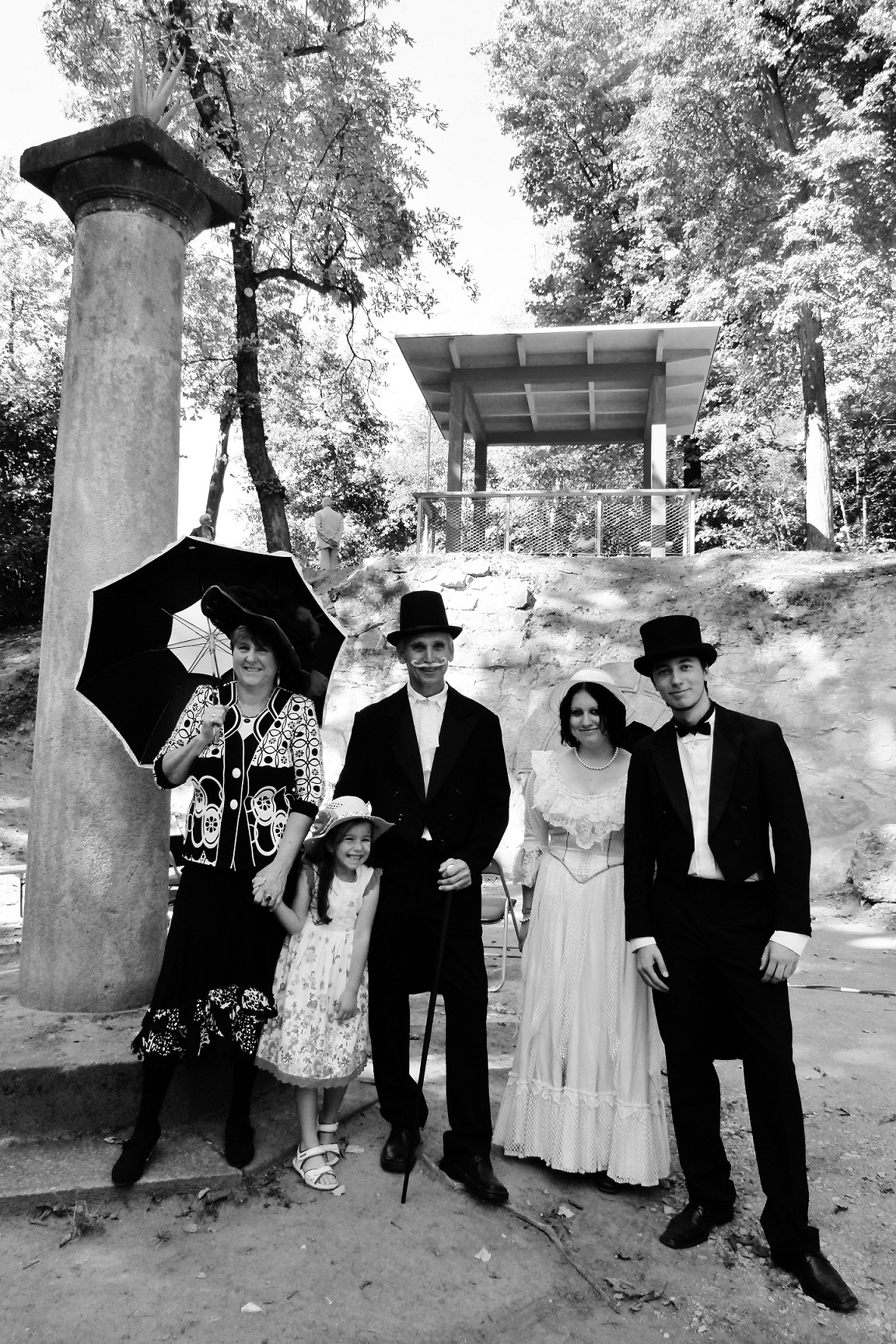
Slavnostní otevření altánku Chotkovo sedátko v Lochotínském parku (9. září 2012)

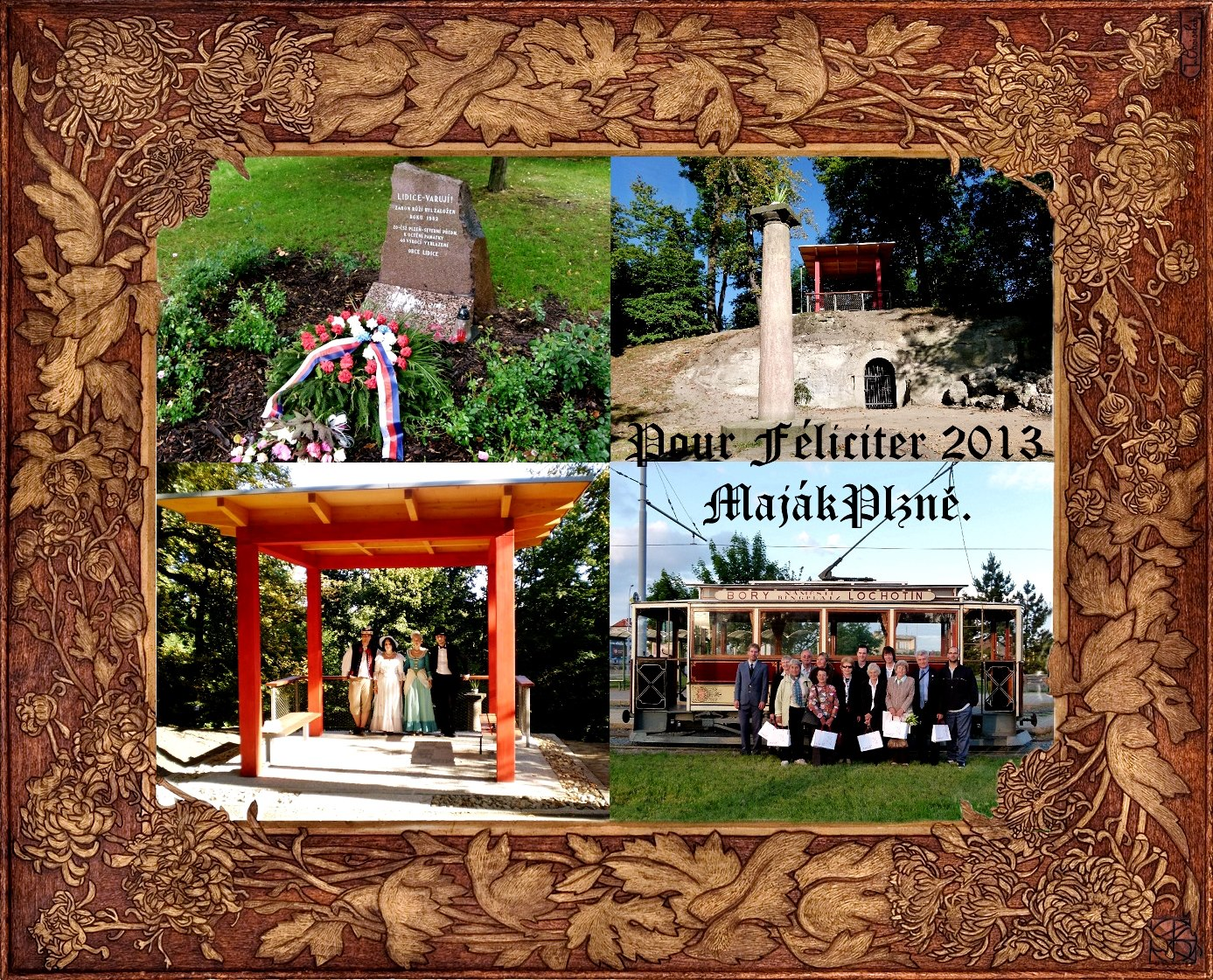
Novoročenka Majáku Plzně pro rok 2013 s přehledem hlavních aktivit roku 2012

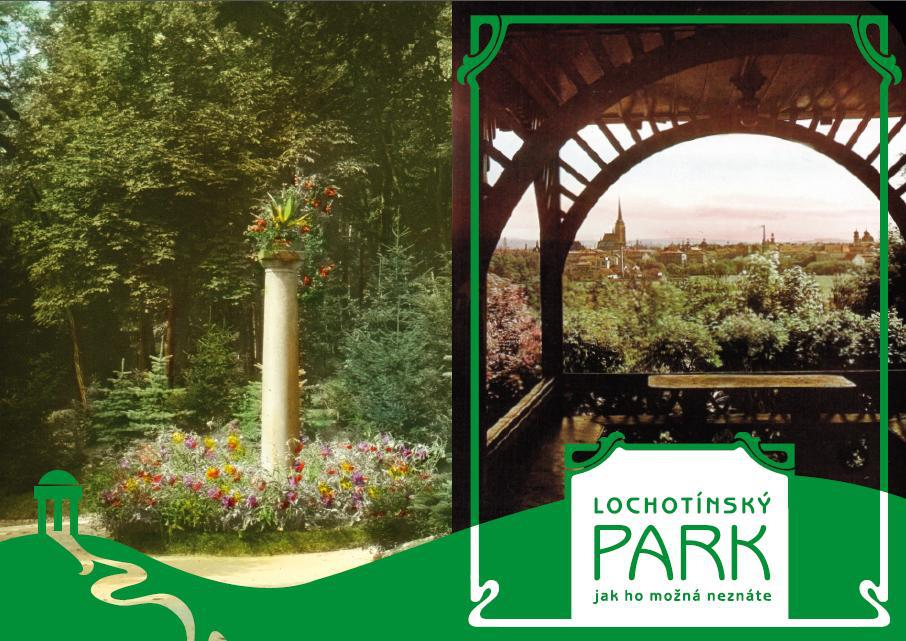
Brožura o Lochotínském parku (vydal Maják Plzně v roce 2012)

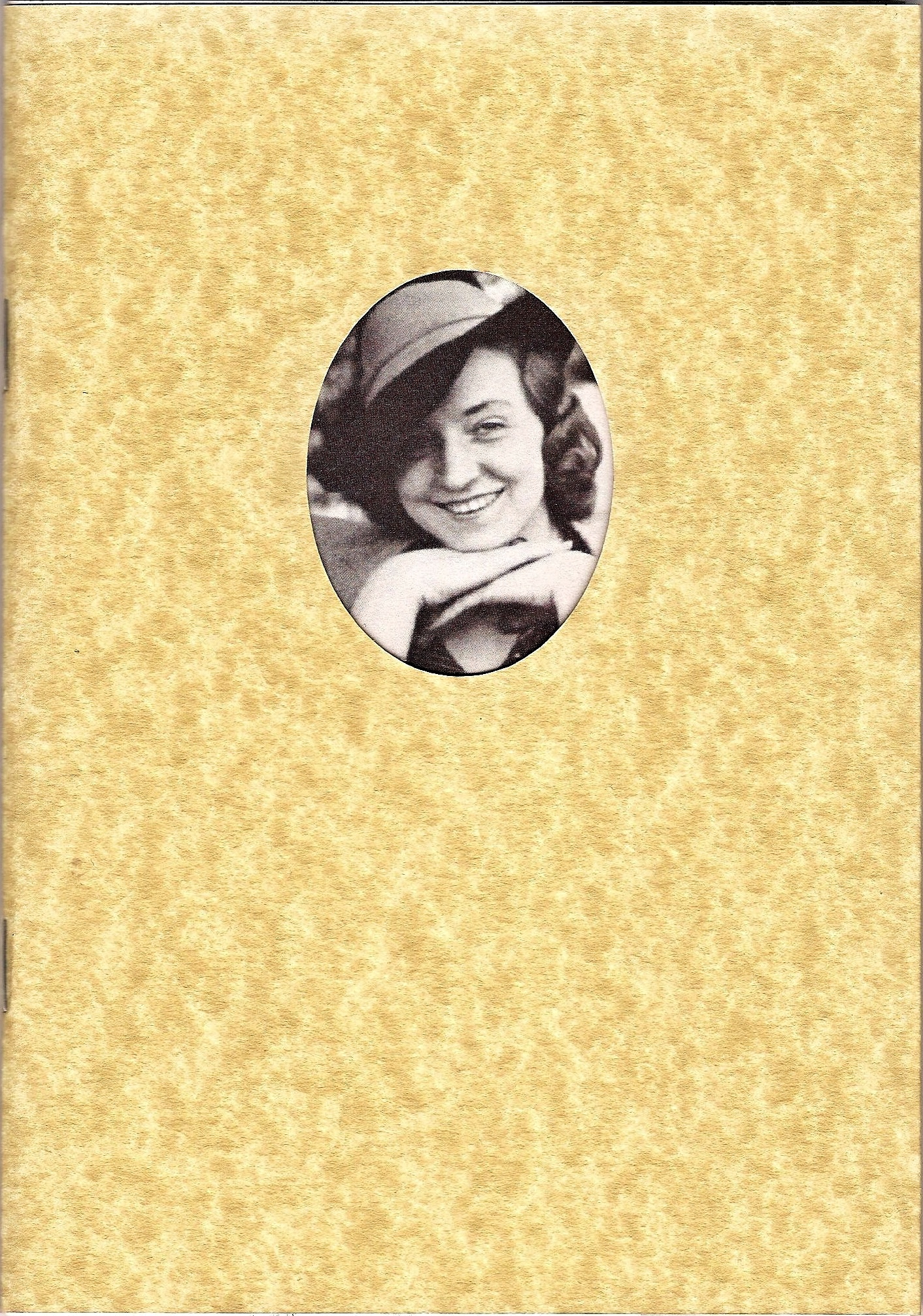
Publikace Josefina Napravilová: Sny a vzpomínky (vydal Maják Plzně v lednu 2013, ISBN 978-80-260-3509-1)

Maják Plzně je neformální skupina mladých Plzeňanů, která se zabývá zajímavými místy a zajímavými osobnostmi města Plzně. Založena byla v září 2011. Cílem skupiny je změnit povědomí obyvatel Plzně o jejich městu, jeho historii a jeho umělecké hodnotě.
Protože plzeňské pivo Plzeň proslavilo, vzala si tato skupina věž Prazdroje (která je údajně kopií neznámé holandské předlohy) za svůj hlavní symbol.

## Vznik
Jedním z impulsů ke vzniku této platformy byla snaha o obnovu altánku Chotkovo sedátko v Lochotínském parku v Plzni, na kterou mladí získali v lednu 2012 část finančních prostředků od Nadace Vodafone a část z rozpočtu města Plzně. Zároveň se podíleli na realizaci projektu včetně programu při slavnostním otevření dne 9. září 2012. Altánek pak předali bezplatně do majetku města. Nad akcí převzal osobní záštitu tehdejší primátor Plzně Martin Baxa, který byl na akci osobně přítomen.

## Činnost
Skupina organizuje ve městě Plzeň další aktivity. Zajímavým místem se pro tuto skupinu mladých stal léta neudržovaný pomníček Lidic v centrálním parku na Lochotíně v městském obvodu Plzeň 1, který byl z prostředků tohoto obvodu nejen opraven, ale kam především přijeli zásluhou Majáku Plzně 11. června 2012 zástupci lidických pamětníků z vyhlazené obce Lidice a také sólistka státní opery v Buenos Aires Lídice Robinson, aby zde společně vysázeli růže z věhlasného lidického sadu. Nad akcí převzal osobní záštitu opět primátor Plzně Martin Baxa, který byl na akci osobně přítomen. Tímto dnem navázala skupina mladých Maják Plzně s lidickými pamětníky spolupráci, která pokračovala během podzimu 2012 pořádáním besed na středních školách v Plzni a na Plzeňsku.
V roce 2013 byla z iniciativy skupiny obnovena v Lochotínském parku socha poustevníka Lochoty.
Skupina mladých Maják Plzně pravidelně publikuje články o zajímavých místech v několika novinách i časopisech (např. Vítaný host). Maják Plzně začal vydávat dvě řady publikací: obrazové brožury o zajímavých místech v Plzni (první v celé plánované řadě je publikace Lochotínský park, jak ho možná neznáte vydaná v září 2012) a životopisné knihy o zajímavých plzeňských osobnostech (první byla kniha o Josefině Napravilové – Josefina Napravilová: Sny a vzpomínky, vydaná v lednu 2013), v roce 2014 vyšla za finanční podpory ÚMO Plzeň 1 kniha Roudná a Lochotín napříč staletími a v roce 2018 kniha Ve jménu naděje.
Maják Plzně pomáhal také týmu Plzeň – Evropské hlavní město kultury 2015 hledat ve spolupráci s arch. Soukupem plzeňská „ohniska baroka“, sloužící jako podklady pro mapu Synapsis.